# Everybody in the Place
Everybody in the Place је трећи сингл британског бенда The Prodigy. Прво издање појавило се у облику 7" винил плоче у децембру 1991. године.
Сингл није успео да се пласира на прво место британске топ-листе због реиздања сингла Bohemian Rhapsody групе Queen. Оригинални CD сингл издат је са пет песама што је било у сукобу са прописима британске топ-листе. Песма Rip up the Sound System уклоњена је са реиздања како би се уклопила у постојеће прописе, али је још увек доступна на 12" издању.

## Списак песама

### 7" винил плоча
A. Everybody in the place (Fairground Edit) (3:49)
B. G-Force (Energy Flow) (4:41)

### 12" винил плоча
A1. Everybody In The Place (Fairground Remix) (5:08)
A2. Crazy Man (Original Version) (4:01)
B1. G-Force (Energy Flow) (Original Version) (5:18)
B2. Rip Up The Sound System (Original Version) (4:04)

### CD сингл

#### XLS-26CD (обрисано)
1. Everybody in the Place (Fairground Edit) (3:51)
2. G-Force (Energy Flow) (5:18)
3. Crazy Man (4:01)
4. Rip up the Sound System (4:04)
5. Everybody in the Place (Fairground Remix) (5:08)

#### XLS-26CD2
1. Everybody in the Place (Fairground Edit) (3:51)
2. G-Force (Energy Flow) (5:18)
3. Crazy Man (4:01)
4. Everybody in the Place (Fairground remix) (5:08)